# 三木町立三木中学校
三木町立三木中学校（みきちょうりつ みきちゅうがっこう）は、香川県木田郡三木町に所在する町立中学校。

## 学区
- 三木町全域

## 部活動

### 運動部
- 陸上競技(男女)
- 野球(男女)
- サッカー(男女)
- バスケットボール(男)
- バスケットボール(女)
- ソフトボール(男)
- ソフトボール(女)
- バレーボール(男)
- バレーボール(女)
- 卓球(男)
- 卓球(女)
- 柔道(男女)
- 剣道(男女)
- 水泳(男女)
- 新体操(女)
- テニス(男女)

### 文化部
- 吹奏楽(男女)
- 合唱(男女)
- 美術(男女)
- パソコン(男女)
- ボランティア・家庭科・茶道(男女)
- ESS英語(English Speaking Society)(男女)

## 学区内の主な施設
- 三木町役場
- 三木町文化交流プラザ
- トレスタ白山
- サンサン館みき

## 主な学校行事
- 修学旅行
- 体育祭

## 交通
- 高松琴平電気鉄道長尾線平木駅下車400ｍ[1]

## 通学区域が隣接している学校
- さぬき市立長尾中学校
- さぬき市立志度中学校
- 高松市立牟礼中学校
- 高松市立古高松中学校
- 高松市立協和中学校
- 高松市立山田中学校
- 高松市立塩江中学校
- 徳島県美馬市立江原中学校

## 著名な出身者
- 筒井視穂子（元バレーボール選手）
- 熊野輝光（元プロ野球選手）
- 松本竜也（元プロ野球選手）
- 泉和良